# ATO Records
ATO Records es una compañía discográfica independiente fundada por el líder Dave Matthews del grupo de rock estadounidense: Dave Matthews Band, y su mánager Coran Capshaw y también Chris Tetzeli y Michael McDonald.
La discográfica difunde música variada, desde rock, blues, funk, entre otros. También cuentan con una subsidiaria: TBD Records que es una de las que distribuyó dos álbumes del grupo británico de rock: Radiohead.
ATO Records es distribuido por Universal Music Group y Fontana Distribution.

## Algunos artistas de la discográfica
- Crowded House
- Gómez
- Gov't Mule
- Mike Doughty (Soul Coughing)
- Liz Phair
- Old 97's
- Radiohead